# Norops dunni
Norops dunni este o specie de șopârle din genul Norops, familia Polychrotidae, descrisă de Smith 1936. A fost clasificată de IUCN ca specie cu risc scăzut. Conform Catalogue of Life specia Norops dunni nu are subspecii cunoscute.